# ルイス・ガルシア (1978年生の内野手)
ルイス・アルフォンソ・ガルシア・エチェバリア（Luis Alfonso García Etxebarria , 1978年11月5日 - ）は、メキシコ合衆国ハリスコ州出身のプロ野球選手（内野手）。右投右打。

## 経歴

### MLB傘下時代
1996年に、投手としてボストン・レッドソックスと契約。
1998年から打者に転向した。
2001年まで、傘下のマイナーチームでプレーした。その後はセントルイス・カージナルス、クリーブランド・インディアンス、ロサンゼルス・ドジャース、ニューヨーク・メッツを渡り歩いた。
2004年にドジャース傘下AAA級ラスベガスで、打率.314、32本塁打、95打点の成績を残し、メキシコウインターリーグにおいて2008年から2010年の間、3季連続で本塁打王に輝いた。

### メキシカンリーグ時代
2006年開幕前の3月に第1回ワールド・ベースボール・クラシック(WBC)のメキシコ代表に選出された。2006年以降は、メキシカンリーグのモンテレイ・サルタンズでプレーしている。

### 楽天時代
2011年6月7日、東北楽天ゴールデンイーグルスに入団。2日後に一軍初昇格。来日初打席でセンター前ヒットを放った。当初は中々成績を残せず、スタメン落ちする試合が多かった。しかし徐々に日本の野球に順応し始め、8月頃から一塁手のレギュラーとして中軸を任されるようになった。山崎武司が不振でスタメンを外されるようになってからはシーズン閉幕まで4番に座り、打率.261、8本塁打、34打点という成績を残した。
2012年シーズン開幕直後、夫人の第2子出産に立ち会うため、4月3日に出場選手登録を抹消されて一時帰国。再び日本に戻った後は、二軍で数試合の調整出場を経て一軍復帰。4番から7番までのいずれかの打順を、主に指名打者にて任されている。6月22日、福島県郡山市のホテルで着替え中にぎっくり腰になり、登録抹消となった。復帰後、全く打てなくなってしまい最終的に77試合出場、打率.227、7本塁打と不本意なシーズンだった。11月21日、自由契約選手として公示された。

### メキシカンリーグ復帰
2013年開幕前の3月に開催された第3回WBCのメキシコ代表に選出された。この年からメキシカンリーグのモンテレイ・サルタンズに復帰。
2015年3月27日にユカタン・ライオンズへ移籍した。
2017年3月23日にメキシコシティ・レッドデビルズへ移籍。背番号は18。
2018年は、オアハカ・ウォーリアーズとドゥランゴ・ジェネラルズでプレーした。

## 選手としての特徴
広角に打ち返す打撃を見せる。
かつては種田仁を彷彿とさせるガニ股打法だったが、2012年シーズン終盤からは重心を高くしたフォームになっている。

## 詳細情報

### 年度別打撃成績
| 年 度     | 球 団     | 試 合 | 打 席 | 打 数 | 得 点 | 安 打 | 二 塁 打 | 三 塁 打 | 本 塁 打 | 塁 打 | 打 点 | 盗 塁 | 盗 塁 死 | 犠 打 | 犠 飛 | 四 球 | 敬 遠 | 死 球 | 三 振 | 併 殺 打 | 打 率 | 出 塁 率 | 長 打 率 | O P S |
| --------- | --------- | ----- | ----- | ----- | ----- | ----- | -------- | -------- | -------- | ----- | ----- | ----- | -------- | ----- | ----- | ----- | ----- | ----- | ----- | -------- | ----- | -------- | -------- | ----- |
| 2011      | 楽天      | 88    | 316   | 287   | 27    | 75    | 11       | 0        | 8        | 110   | 34    | 1     | 1        | 0     | 5     | 22    | 0     | 2     | 79    | 7        | .261  | .313     | .383     | .697  |
| 2012      | 楽天      | 77    | 296   | 269   | 20    | 61    | 12       | 0        | 7        | 94    | 30    | 0     | 1        | 0     | 2     | 23    | 0     | 2     | 65    | 6        | .227  | .291     | .349     | .640  |
| 通算：2年 | 通算：2年 | 165   | 612   | 556   | 47    | 136   | 23       | 0        | 15       | 204   | 64    | 1     | 2        | 0     | 7     | 45    | 0     | 4     | 144   | 13       | .245  | .302     | .367     | .669  |

- 2019年度シーズン終了時

### 年度別守備成績
| 年 度 | 球 団 | 一塁  | 一塁  | 一塁  | 一塁  | 一塁  | 一塁     |
| 年 度 | 球 団 | 試 合 | 刺 殺 | 補 殺 | 失 策 | 併 殺 | 守 備 率 |
| ----- | ----- | ----- | ----- | ----- | ----- | ----- | -------- |
| 2011  | 楽天  | 59    | 426   | 21    | 5     | 35    | .989     |
| 2012  | 楽天  | 9     | 61    | 3     | 0     | 5     | 1.000    |
| 通算  | 通算  | 68    | 487   | 24    | 5     | 40    | .990     |

- 2019年度シーズン終了時

### 記録
NPB
- 初出場：2011年6月9日、対横浜ベイスターズ4回戦（日本製紙クリネックススタジアム宮城）、7回表に横川史学に代わり一塁手で出場
- 初打席・初安打：同上、7回裏に江尻慎太郎から中前安打
- 初先発出場：2011年6月11日、対中日ドラゴンズ3回戦（日本製紙クリネックススタジアム宮城）、6番・一塁手で先発出場
- 初本塁打・初打点：2011年6月15日、対広島東洋カープ3回戦（MAZDA  Zoom-Zoom スタジアム広島）、1回表にブライアン・バリントンから左越2ラン
- 初盗塁：2011年8月5日、対北海道日本ハムファイターズ11回戦（日本製紙クリネックススタジアム宮城）、6回裏に二盗（投手：ボビー・ケッペル、捕手：鶴岡慎也）

### 背番号
- 50 （2011年 - 2012年）

### 代表歴
- 2006 ワールド・ベースボール・クラシック・メキシコ代表
- 2007年パンアメリカン競技大会野球メキシコ代表
- 2013 ワールド・ベースボール・クラシック・メキシコ代表